# Constança Lucas
Constança Lucas (Coimbra, Portugal, 1960) é uma artista de origem portuguesa que vive e trabalha no Brasil.

## Biografia
Constança Lucas nasceu em Coimbra, em 1960 e cursou até o colegial em Portugal.
Passou a viver em São Paulo no fim da década de 1970, onde fez Licenciatura Plena em Artes Plásticas na FAAP - Fundação Armando Álvares Penteado e Pós-Graduação em Artes na ECA - Escola de Comunicações e Artes da Universidade de São Paulo - USP.
Fez diversos cursos de artes plásticas, literatura, fotografia e de história da arte, em museus e instituições culturais.
Viveu em Lisboa de 1988 a 1992, onde realizou algumas exposições de pintura e desenho, coletivas e individuais.
Também desenvolveu a pintura em azulejos e trabalhos na área de artes gráficas. 
Tem participado de várias exposições coletivas desde o início da década de oitenta em diferentes países (Portugal, Espanha, Bélgica, Checoslováquia, França, Hungria, Itália, Japão, Argentina, Alemanha, Austrália e Brasil). Realizou diversas exposições individuais em Portugal e no Brasil.
É autora de inúmeros desenhos publicados em jornais, revistas e livros. 
Trabalhou em São Paulo desenvolvendo o seu trabalho em pintura, desenho, gravura, aquarela e infografia.
Em 2017, entrou para o corpo docente da Universidade Federal de Mato Grosso do Sul, onde leciona aulas de desenho no curso de Artes Visuais em Campo Grande-MS